# Conjunt d'habitatges al passeig Comte Vilardaga, 12-24 (Sant Feliu de Llobregat)
El Conjunt d'habitatges al passeig Comte Vilardaga, 12-22 és una obra noucentista de Sant Feliu de Llobregat (Baix Llobregat) protegida com a Bé Cultural d'Interès Local.

## Descripció
Conjunt d'habitatges situat al Passeig del Compte Vilardaga. És format per dos grups clarament diferenciats, però mantenen elements comuns: el jardinet davanter, l'alçada dels edificis, la línia compositiva i la decoració amb esgrafiats de caràcter vegetal i garlandes.
Els números 14-22 pertanyen a un projecte conjunt, mentre que, el número 12, construït aïlladament, és un edifici de planta rectangular, precedida per un pati i porxo davant la porta d'entrada (porxo amb columnes de capitell corintis).

## Història
Totes les cases d'aquest carrer semblen pertànyer a finals del segle xix inicis del XX.